# Primera Batalla de Amba Alagi
La batalla de Amba Alagi fue la primera batalla entre el general Baratieri y el negus Menelik II, durante la primera guerra ítalo-etíope. La posición estratégica de Amba Alagi, defendida para 2350 hombres al mando del mayor Pietro Toselli, fue sitiada y rápidamente ocupada el 7 de diciembre, y la guarnición fue masacrada.
Sin embargo, la derrota italiana en Amba Alagi representó un apoyo financiero para Baratieri. El consternado gabinete del primer ministro Crispi estuvo de acuerdo en desembolsar otros 20 millones de liras para evitar otro desastre.